# Corentin Carne
Corentin Joel Félix Carne (Lens, 18 giugno 1996) è un cestista francese.